# Lebjaž'e (Oblast' di Kurgan)
Lebjaž'e (in russo Лебяжье?) è un insediamento operaio della Russia situato nell'oblast' di Kurgan. È il centro amministrativo del rajon Lebjaž'evskij.
Si trova 100 km a est di Kurgan.